# Château Malakoff
Château Malakoff is een champagnehuis, gevestigd in Epernay, dat onder drie verschillende merken champagne verkoopt. Het gaat om Champagne Jeanmaire, Champagne Oudinot en Champagne Beaumet.
Château Malakoff werd opgericht in 1977 toen de familie Trouillard champagne Beaumet kocht. Zij kochten in 1981 ook Oudinot en Jeanmaire. De firma Château Malakoff werd in 2004 met de drie merken verkocht aan de groep Laurent-Perrier.